# Тайны отца Даулинга
«Тайны отца Даулинга» (англ. Father Dowling Mysteries) — американский телесериал. Главные роли исполнили Том Босли и Трейси Нельсон.

## Сюжет
Отец Фрэнк Даулинг — католический священник, который непрерывно сталкивается с убийствами, похищениями и другими преступлениям в его родном городе Чикаго. Ему помогает сестра Стефани «Стив» Осковски, которая выполняет большую часть работы, требующей беготни. Она знает язык улиц, а также умеет водить автомобиль. К тому же, отец Даулинг имеет брата-близнеца по имени Блейн, который часто доставляет ему проблемы.

## В главных ролях
- Том Босли — отец Фрэнк Даулинг
- Трейси Нельсон — сестра Стефани
- Мэри Уикс — Мэри Маркин
- Джеймс Стивенс[англ.] — отец Филипп Прествик

## Эпизоды
Первый сезон (1989)
| № серии | Название                                                                       | Режиссёр         | Сценарист             | Дата показа в США |
| --- | ------------------------------------------------------------------------------ | ---------------- | --------------------- | ----------------- |
| 12 | «The Missing Body Mystery» «Загадка пропавшего тела»                           | Кристофер Хиблер | Роб Гилмер            | 20 января 1989    |
| Неизвестный мужчина умирает в исповедальне у Фрэнка. К приезду полиции тело исчезает. Фрэнк и Стив начинают расследование и узнают, что каким-то образом замешано ФБР.                                                               |                                                                                |                  |                       |                   |
| 3 | «What Do You Call a Call Girl Mystery» «Как говорится, дело девушки по вызову» | Чарльз С. Дубин  | Роберт Гамильтон      | 27 января 1989    |
| Женщина из прихода рассказывает жениху о своём прошлом проститутки. Сразу после этого она убита. Фрэнку и сестре Стив предстоит выяснить, кто убийца, её жених или один из трёх бывших клиентов.                                     |                                                                                |                  |                       |                   |
| 4 | «The Man Who Came to Dinner Mystery» «Мужчина, который пришёл на тайну-в-обед» | Алан Кук         | Дайана Копальд Маркус | 10 февраля 1989   |
| Бывший парень сестры Стив, Джек, становится свидетелем преступления. Но к приезду копов, жертва якобы жив и здоров. Джек просит помощи у Стив.                                                                                       |                                                                                |                  |                       |                   |
| 5 | «The Mafia Priest Mystery: Part 1» «Тайна священника мафии. Часть 1»           | Чарльз С. Дубин  | Роберт Гамильтон      | 17 февраля 1989   |
| Чтобы доказать невиновность молодого священника, отец Даулинг и Стив попадают в настоящую передрягу, особенно, когда открывается, что семья священника связана с организованной преступностью.                                       |                                                                                |                  |                       |                   |
| 6 | «The Mafia Priest Mystery: Part 2» «Тайна священника мафии. Часть 2»           | Чарльз С. Дубин  | Роберт Гамильтон      | 24 февраля 1989   |
| Настоящий убийца убивает себя. Отец Даулинг и Стив вынуждены обратиться к члену семьи, который хранил правду с самого начала. |                                                                                |                  |                       |                   |
| 7 | «The Face in the Mirror Mystery» «Загадка лица в зеркале»                      | Алан Кук         | Роберт Гамильтон      | 3 марта 1989      |
| Фрэнк не ждёт ничего хорошего от внезапного появления его брата-близнеца Блэйна. Отец Даулинг срывает попытку кражи бриллиантов, запланированную Блэйном. А сам оказывается в беде, потому что не знает, как доказать свою личность. |                                                                                |                  |                       |                   |
| 8 | «The Pretty Baby Mystery» «Загадка крошки малыша»                              | Чарльз С. Дубин  | Роберт Гамильтон      | 10 марта 1989     |
| Женщина в отчаянии оставляет ребёнка в церкви. Отец Даулинг и сестра Стив пытаются её найти, но она не признает никакого ребёнка и своих действий. Дела осложняются.                                                                 |                                                                                |                  |                       |                   |

Второй сезон (1990)
| № серии | Название                                            | Режиссёр         | Сценарист                                    | Дата показа в США |
| --- | --------------------------------------------------- | ---------------- | -------------------------------------------- | ----------------- |
| 9 | «The Visiting Priest Mystery» «.»                   | Кристофер Хиблер | Дэвид Хоффман, Лесли Дэрил Зерг              | 4 января 1990     |
| . |                                                     |                  |                                              |                   |
| 10 | «The Exotic Dancer Mystery» «.»                     | Кристофер Хиблер | Дин Харгроув, Джойс Бердитт                  | 11 января 1990    |
| . |                                                     |                  |                                              |                   |
| 11 | «The Sanctuary Mystery» «Тайна задней комнаты»      | Кристофер Хиблер | Джим Макграт                                 | 18 января 1990    |
| Младший брат сестры Стив, Марк, становится свидетелем убийства, но в преступлении обвиняют именно его.                          |                                                     |                  |                                              |                   |
| 12 | «The Stone Killer Mystery» «.»                      | Рон Сатлоф       | Док Барнетт                                  | 25 января 1990    |
| . |                                                     |                  |                                              |                   |
| 13 | «The Woman Scorned Mystery» «.»                     | Сеймур Робби     | Ричард Дерой                                 | 1 февраля 1990    |
| Отцу Даулингу доставляет неприятности его брат-близнец.                                                                         |                                                     |                  |                                              |                   |
| 14 | «The Ghost of a Chance Mystery» «.»                 | Чарльз С. Дубин  | Роберт Шлитт                                 | 8 февраля 1990    |
| . |                                                     |                  |                                              |                   |
| 15 | «The Blind Man's Bluff Mystery» «.»                 | Русс Майберри    | Джойс Бердитт                                | 15 февраля 1990   |
| . |                                                     |                  |                                              |                   |
| 16 | «The Falling Angel Mystery» «.»                     | Джеймс Фроули    | Дин Харгроув, Джойс Бердитт                  | 22 февраля 1990   |
| . |                                                     |                  |                                              |                   |
| 17 | «The Perfect Couple Mystery» «Тайна идеальной пары» | Рон Сатлоф       | Док Барнетт                                  | 8 марта 1990      |
| Год спустя после счастливой свадьбы молодая жена начинает подозревать любимого мужа в неверности, но всё оказывается сложнее... |                                                     |                  |                                              |                   |
| 18 | «The Confidence Mystery» «.»                        | Джеймс Фроули    | Джерри Конвей                                | 15 марта 1990     |
| . |                                                     |                  |                                              |                   |
| 19 | «The Solid Gold Headache Mystery» «.»               | Чарльз С. Дубин  | Ричард Дерой                                 | 29 марта 1990     |
| . |                                                     |                  |                                              |                   |
| 20 | «The Legacy Mystery» «.»                            | Русс Майберри    | Дин Харгроув, Джойс Бердитт                  | 4 апреля 1990     |
| . |                                                     |                  |                                              |                   |
| 21 | «The Passionate Painter Mystery» «.»                | Сеймур Робби     | Док Барнетт, Дэвид Хоффман, Лесли Дэрил Зерг | 26 апреля 1990    |
| . |                                                     |                  |                                              |                   |

Третий сезон (1990 - 1991)
| № серии | Название                                                                 | Режиссёр         | Сценарист                                   | Дата показа в США |
| --- | ------------------------------------------------------------------------ | ---------------- | ------------------------------------------- | ----------------- |
| 22 | «The Royal Mystery» «Королевская тайна»                                  | Кристофер Хиблер | Джерри Конвей                               | 20 сентября 1990  |
| В Чикаго с визитом приезжает молодая королевская особа. Выясняется, что они с сестрой Стив похожи как две капли воды... |                                                                          |                  |                                             |                   |
| 23 | «The Medical Mystery» «Медицинская тайна»                                | Джеймс Фроули    | Джери Тейлор                                | 27 сентября 1990  |
| ... |                                                                          |                  |                                             |                   |
| 24 | «The Devil & The Deep Blue Sea Mystery» «Тайна между дьяволом и бездной» | Кристофер Хиблер | Дин Харгроув, Джойс Бердитт                 | 4 октября 1990    |
| На Эдди, брата сестры Стив, совершено нападение. |                                                                          |                  |                                             |                   |
| 25 | «The Showgirl Mystery» «Тайна одной певицы»                              | Кристофер Хиблер | Джеймс Хармон Браун, Барбара Эзенстен       | 18 октября 1990   |
| Певица Джиллиан планирует свадьбу с богатым бизнесменом Дэном. Или... не таким богатым? |                                                                          |                  |                                             |                   |
| 26 | «The Movie Mystery» «Тайна кино»                                         | Джеймс Фроули    | Джерри Конвей                               | 25 октября 1990   |
| Отец Даулинг и сестра Стив стали прототипами героев фильма, который снимается прямо в Чикаго. На съёмочной площадке сначала происходит несчастный случай, а потом и убийство... |                                                                          |                  |                                             |                   |
| 27 | «The Undercover Nun Mystery» «Тайна монашки под прикрытием»              | Джеймс Фроули    | Дин Харгроув, Джойс Бердитт                 | 1 ноября 1990     |
| Сестра Стив отправляется на празднование юбилея матери Маргариты. Туда же приезжает сестра из Калифорнии, которую внезапно убивают ножом. Подозрение падает на бродягу Эдварда, которого знает сестра Стив... |                                                                          |                  |                                             |                   |
| 28 | «The Murder Weekend Mystery» «Тайна убийства на выходных»                | Гарри Гаррис     | Джерри Конвей                               | 8 ноября 1990     |
| Отца Даулинга приглашают к знаменитому писателю Джеку Паттону на "тайные убийства", вечера раскрытия загадок. Но гостеприимному хозяину не суждено пережить этот уик-энд. |                                                                          |                  |                                             |                   |
| 29 | «The Reasonable Doubt Mystery» «Тайна разумного сомнения»                | Роберт Ширер     | Брайан Клеменс                              | 15 ноября 1990    |
| На суде присяжных отец Даулинг высказывает сомнения относительно вины подсудимой, обвиняемой в убийстве своего жениха. Сестра Стив помогает разобраться в этом деле. |                                                                          |                  |                                             |                   |
| 30 | «The Vanishing Victim Mystery» «Тайна пропавшей жертвы»                  | Сеймур Робби     | Роберт Шлитт                                | 29 ноября 1990    |
| Возвращаясь из Финикса, отец Даулинг знакомится с Люси, и та случайно перепутывает чемоданы. К счастью, внутри чемодана сестра Стив находит адрес, и они с отцом Даулингом едут вернуть багаж. Встретиться с Люси не получается, её родственники говорят, что девушка отдыхает после дороги. Позже отец Даулинг получает от Люси странный звонок...                                                                                         |                                                                          |                  |                                             |                   |
| 31 | «The Christmas Mystery» «Рождественская тайна»                           | Джеймс Фроули    | Брайан Клеменс                              | 13 декабря 1990   |
| Молодая вдова собирается на работу в универмаг в канун Рождества, но не успевает выйти из дома, как в неё стреляют. Её сын, восьмилетний мальчик, рассказывает отцу Даулингу, что в прошлое Рождество погиб его отец... |                                                                          |                  |                                             |                   |
| 32 | «The Fugitive Priest Mystery» «Тайна беглого священника»                 | Джеймс Фроули    | Майкл Ривз                                  | 3 января 1991     |
| Брат-близнец отца Даулинга, Блейн, пользуясь своим сходством с Фрэнком, затевает аферу с похищением облигаций. |                                                                          |                  |                                             |                   |
| 33 | «The Substitute Sister Mystery» «Тайна подменённой сестры»               | Чарльз С. Дубин  | Джерри Конвей, Брайан Клеменс               | 3 января 1991     |
| В дом отца Даулинга попадает девушка в платье монашки, которая называет себя сестрой Стив Оскальски. Девушка ранена и говорит, что она в опасности... |                                                                          |                  |                                             |                   |
| 34 | «The Missing Witness Mystery» «Тайна пропавшего свидетеля»               | Кристофер Хиблер | Линкольн Кибби, Брайан Клеменс              | 10 января 1991    |
| Главу компании Уолтера Престона убивают на парковке. Момент стрельбы видела Эдит, секретарь компании, и она уверена в том, что убийцей был Дональд Бейли. Но только ли ему была выгодна смерть Престона? |                                                                          |                  |                                             |                   |
| 35 | «The Prodigal Son Mystery» «Тайна блудного сына»                         | Джеймс Фроули    | Дин Харгроув, Джойс Бердитт                 | 31 января 1991    |
| Тим Коннелл, пришедший в исповедальню отца Даулинга, заявляет, что, во-первых, он неверен жене, а во-вторых, он - сын Фрэнка. Вскоре любовницу Тима Риту убивают... |                                                                          |                  |                                             |                   |
| 36 | «The Moving Target Mystery» «Тайна движущейся мишени»                    | Роберт Ширер     | Дин Харгроув, Джойс Бердитт, Брайан Клеменс | 7 февраля 1991    |
| На заседании суда с участием сенатора не хватает показаний свидетеля, адвокат просит прекратить дело за отсутствием улик. В тот же день, фотографируя детскую команду и сестру Стив, отец Даулинг видит в объектив странных мужчин. Ночью к отцу Даулингу проникает неизвестный и засвечивает плёнку, а утром киллер получает заказ на устранение отца Даулинга...                                                                          |                                                                          |                  |                                             |                   |
| 37 | «The Priest Killer Mystery» «Тайна убийцы священника»                    | Дэвид Мессингер  | Джерри Конвей, Брайан Клеменс               | 14 февраля 1991   |
| Епископ собирается наградить четырёх священников за их служение церкви. Все четверо прилетают в Чикаго, но по дороге из аэропорта одного из них убивают. Вскоре под колёсами такси погибает другой, а потом под прицелом оказывается и отец Даулинг... |                                                                          |                  |                                             |                   |
| 38 | «The Mummy's Curse Mystery» «Тайна проклятия мумии»                      | Джеймс Фроули    | Майкл Ривз                                  | 21 февраля 1991   |
| Отца Даулинга приглашают в музей на выставку египетского искусства. Визит прерывается приходом сотрудника египетского посольства, который заявляет права на выставленные артефакты. Сотрудник музея просит разрешения у отца Даулинга вечером навестить его и что-то обсудить, но когда приходит, успевает только произнести "это не та птица" и умирает...                                                                                 |                                                                          |                  |                                             |                   |
| 39 | «The Monkey Business Mystery» «Тайна человекоподобной обезьяны»          | Питер Эллис      | Док Барнетт                                 | 7 марта 1991      |
| Сестра Стив, отец Даулинг и отец Прествик сопровождают детей в зоопарк. Накануне в клетке с шимпанзе по кличке Диоген охранник обнаружил тело, поэтому обезьяну забирают спецслужбы - прямо на глазах у детей... |                                                                          |                  |                                             |                   |
| 40 | «The Hardboiled Mystery» «Крутая тайна»                                  | Джеймс Фроули    | Роберт Шлитт, Майкл Ривз                    | 28 марта 1991     |
| Автор детективов анонсирует лучшую свою книгу, написанную по следам недавнего убийства, и утверждает, что смог вычислить убийцу. Пока отец Даулинг читает присланный экземпляр, писатель совершает самоубийство. Или это тоже убийство? |                                                                          |                  |                                             |                   |
| 41 | «The Malibu Mystery» «Тайна Малибу»                                      | Кристофер Хиблер | Уэйн Бервик                                 | 4 апреля 1991     |
| Макс Донован оставил семью, чтобы заработать денег в Лос-Анджелесе, работая менеджером у рок-певицы Лори Кидд. Его дочь Дженнифер по нему очень скучает, и сестра Стив, отправляясь в Калифорнию, обещает девушке встретиться с Максом и уговорить его вернуться в семью. Однако их встреча оказывается не единственной, поскольку Макса обвиняют в убийстве Джонни ди Анджело, ухажёра Лори...                                             |                                                                          |                  |                                             |                   |
| 42 | «The Consulting Detective Mystery» «Тайна консультирующего детектива»    | Шэррон Миллер    | Дин Харгроув, Джерри Конвей                 | 25 апреля 1991    |
| Отец Даулинг настолько увлекается дедуктивным методом Шерлока Холмса, что, когда вор крадёт подсвечник из церкви, по следу ботинка называет имя вора. Правда, позже выясняется, что арестовали невиновного человека. Отец Даулинг расстроен из-за своей ошибки, которая поломала жизнь другому человеку, и ему на помощь приходит его любимый персонаж...                                                                                   |                                                                          |                  |                                             |                   |
| 43 | «The Joyful Noise Mystery» «Тайна радостного шума»                       | Боб Бралвер      | Дин Харгроув, Джойс Бердитт                 | 2 мая 1991        |
| "Джаз - тоже радостный шум для Господа", - утверждает дед юного музыканта-джазиста Кита. Кит и его друг Морис выступают в составе джаз-трио в клубе. Морис случайно узнаёт о тайных встречах людей, желающих повлиять на выборы главного прокурора, и его убивают. Кит находит своего друга истекающим кровью, и едва успевает услышать последние его слова. Дело ведёт отец Кита, полицейский... Отец Прествик проявляет необычный талант. |                                                                          |                  |                                             |                   |